# Mesozyklone

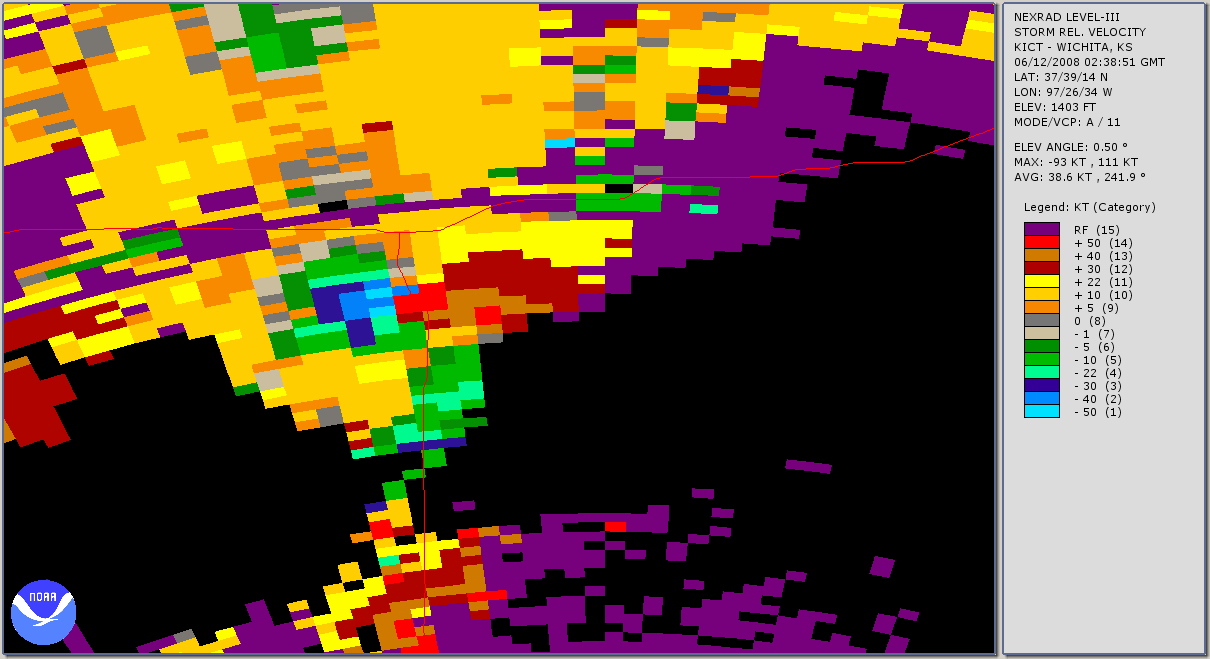
Doppler-Radarbild einer Mesozyklone bei Salina, Kansas, am 11. Juni, 2008. Rot (vom Radar sich wegbewegende) und grün (auf das Radar sich zubewegene) eingefärbte Partikel deuten hier auf eine starke Rotation hin. Zu diesem Zeitpunkt hatte sich unterhalb der Mesozyklone bereits ein EF3-Tornado gebildet

Eine Mesozyklone (oder: ein Mesozyklon) ist ein rotierendes Aufwindfeld in einer konvektiven Wolke.
Gewitterzellen mit hochreichender und langlebiger Mesozyklone werden als Superzellen bezeichnet, diese Definition geht auf Charles A. Doswell zurück.
Mesozyklonen in kräftigen Gewitterzellen sowie Superzellen haben in der Regel einen Durchmesser zwischen zwei und zehn Kilometern und rotieren meist in zyklonaler Richtung.
Mesozyklonen sind ein Bestandteil der Mesoskaligen Meteorologie, die sich mit Wettersystemen mit einer Ausdehnung von 2 bis 2000 Kilometern beschäftigt. Sie werden meist mithilfe von Doppler-Radar-Anlagen erkannt. Ein Meso-Wirbel ist ein ähnlicher rotierender Wirbel, der allerdings meist kleiner und schwächer als eine Mesozyklone ist und meist mit Squall Lines in Verbindung steht. Mesozyklonen in Superzellen erreichen eine maximale vertikale Vorticity von 10−2.

## Entstehung

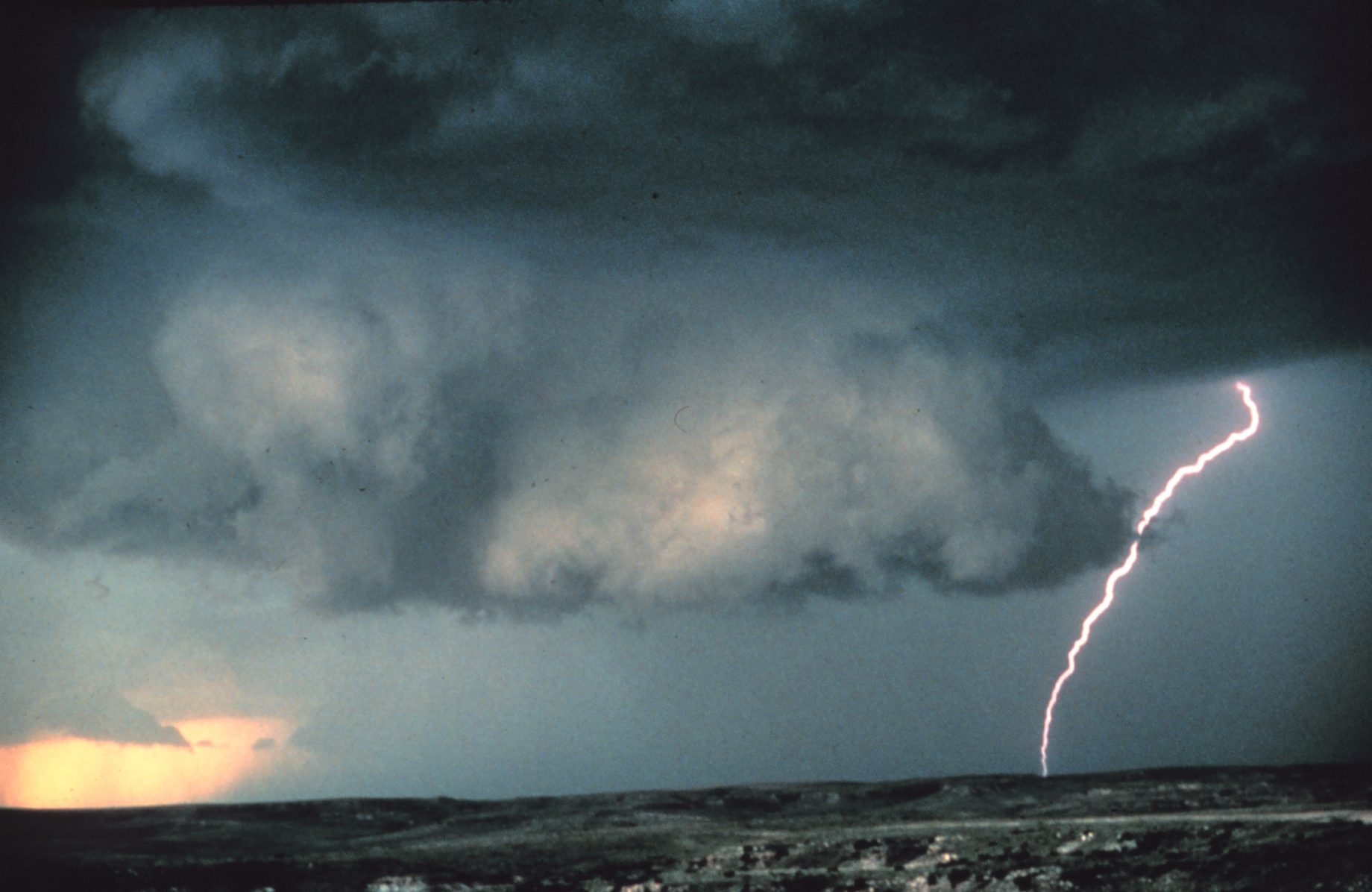
Aufwindbasis einer Superzelle mit Wallcloud

Eine Mesozyklone kann entstehen, wenn es große Unterschiede in der Windgeschwindigkeit und -Richtung in unterschiedlichen Höhenlagen gibt, dies bezeichnet man als Windscherung. Dadurch entstehen horizontale Zirkulationen in der Atmosphäre. Der konvektive Aufwind einer Schauer- oder Gewitterzelle kann diese Wirbel in die Senkrechte kippen, wodurch schließlich der komplette Aufwind der Zelle in Rotation versetzt wird.
Wenn der rotierende Aufwind feuchte Luft vom vorderseitigen Abwind (FFD, Forward Flank Downdraft) ansaugt, kann eine Wallcloud entstehen, eine unter der Wolkenbasis des Aufwindfeldes abgesenkte, meist rotierende Wolke. Aus der Wallcloud kann sich eine Trichterwolke bilden, diese stellt den ersten sichtbaren Teil der Tornadoentstehung  dar.
Gelegentlich bildet sich neben der zyklonal rotierenden Haupt-Mesozyklone einer Superzelle ein weiterer Aufwindbereich, in dem sich konvektive Wolken bilden können. Dieser Aufwindbereich wird von der Haupt-Mesozyklone mitgerissen und in Rotation versetzt, was zur Bildung einer sogenannten Antimesozyklone führt, die antizyklonal rotiert und einen antizyklonal rotierenden Tornado bilden kann. Solche Antimesozyklonen sind in der Regel deutlich schwächer als die (Haupt-)Mesozyklone, und ziehen mit dieser mit.

## Erkennung

Ergebnisanzeige eines Algorithmus zur Erkennung von Mesozyklonen in Radardaten von tornadischen Superzellen am 3. Juli 1999 in Michigan

Mesozyklonen können mithilfe eines Doppler-Radars erkannt und verifiziert werden. Dazu werden die relativen Windgeschwindigkeitsdaten mithilfe von Computern auf ungewöhnlich große Gegensätze überprüft. Der Deutsche Wetterdienst setzt dieses Verfahren im täglichen Wetterwarndienst ein.
Mesozyklonen befinden sich meistens in der hinteren, rechten Flanke einer Superzelle oder Squall Line. Eine Mesozyklone einer Superzelle kann zur Bildung eines Hakenechos auf Radarkarten führen, wenn durch die Rotation der niederschlagsarmen Mesozyklone der Niederschlagsbereich um diese herumgewickelt wird. Auch sichtbare Merkmale wie eine rotierende Wallcloud oder ein Tornado können auf die Existenz einer Mesozyklone hindeuten.